# Jacques-Antoine Manuel
Pour les articles homonymes, voir Jacques Manuel.
 (décembre 2019).
Si vous disposez d'ouvrages ou d'articles de référence ou si vous connaissez des sites web de qualité traitant du thème abordé ici, merci de compléter l'article en donnant les références utiles à sa vérifiabilité et en les liant à la section « Notes et références ».

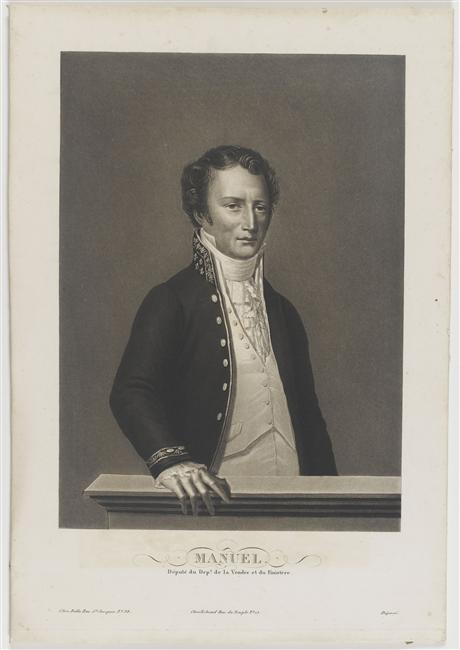
Gravure à l'Aquatinte par Anonyme Français, conservé au Musée Magnin, Dijon.

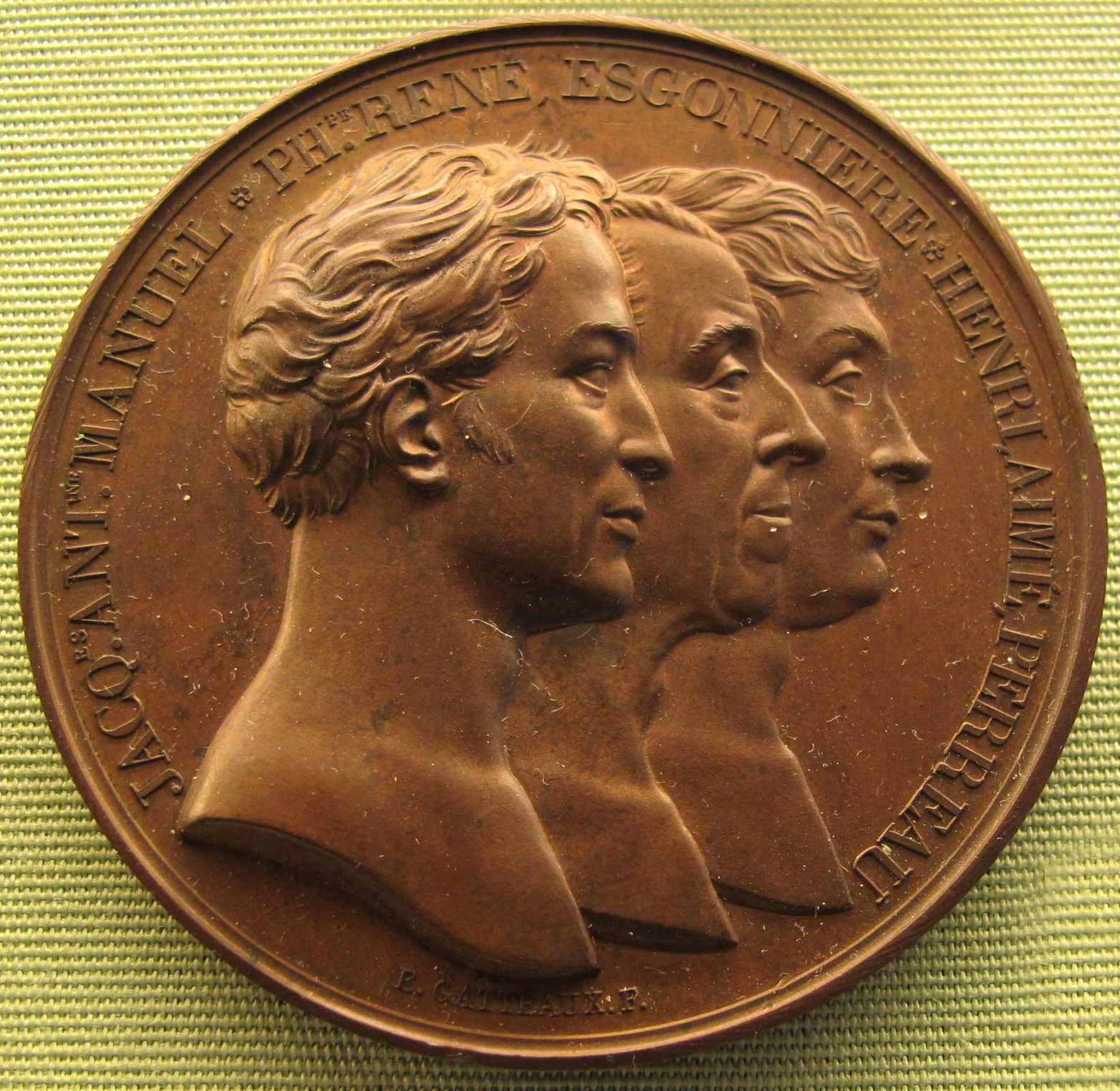
Médaille.

Jacques-Antoine Manuel, né le 10 décembre 1775 à Barcelonnette et mort le 20 août 1827 à Maisons-Laffitte, est un avocat et homme politique libéral français.

## Jeunesse
Jacques-Antoine Manuel est né le 10 décembre 1775 au hameau de la Conchette, près de Barcelonnette, dans la vallée de l'Ubaye. Il est membre d'une famille de magistrats de la vallée. Il a de nombreux frères et sœurs.
Après l'équivalent de l'école primaire passé dans la vallée, il est placé au couvent des Doctrinaires, à Nîmes. Cependant, malgré de bons résultats, il arrêta ses études jeune, à 14 ans.
Après son temps de service dans l'armée révolutionnaire, il partit travailler quelque temps en Italie, comme marchand chez un membre de sa famille.
Il trouva peu après sa vocation : avocat, métier dans lequel il excella. D'abord au tribunal de Digne, dans le département des Basses-Alpes. Puis en 1798, il eut un poste à la Cour d'Appel d'Aix-en-Provence, où il se fit une réputation et une petite fortune. Il intégra la société mondaine de la ville, et poursuivit son ascension jusqu'en 1811 où il fut élu au Conseil de l'Ordre.

## Vie militaire
En 1793 il s'enrôla dans l'armée. Il fut intégré à l’armée d'Italie, et son courage lui valut de devenir officier. Il participa notamment à la fameuse bataille du Pont d'Arcole, sous le commandement de Bonaparte. Cependant, peu après, il fut blessé et dut être rendu à la vie civile.

## Vie politique
Son travail d'avocat réputé l'amena à s'intéresser à la politique, mais sans intention d'y participer.
En 1815, il fut élu député des Basses-Alpes malgré lui, et sans remplir les critères du suffrage censitaire (il fut rendu éligible par Jacques Laffite grâce à une vente simulée qui lui apporta les 1000 francs requis de contribution directe), mais finit par l'accepter. Cette première expérience fut courte, la Chambre ayant été dissoute. Il eut des difficultés car il était pour que Napoléon II succède à son père, et non Louis XVIII. Il reprit alors son travail d'avocat mais à Paris.
En 1818, il fut réélu député, mais étrangement non des Basses-Alpes, mais du Finistère et de Vendée. Il se rallia alors à Louis XVIII, mais en tant que libéral, désireux de préserver toutes les conquêtes politiques et sociales de la Révolution. Grand orateur, ses opinions lui valurent beaucoup d'ennemis parmi les députés ultras. Il devint l'ami du libéral Louis-Adolphe Robin-Morhéry.
Réélu député de Vendée en 1820 et 1823, les députés ultra demandèrent son exclusion le 27 février 1823. En effet, ce jour-là il prononça un discours sur l'expédition d'Espagne, dans lequel certains virent une justification de la déchéance de Louis XVI en 1792, par comparaison avec la situation du roi d'Espagne en 1823. Bien que se défendant d'un tel but, Manuel fut officiellement expulsé de la Chambre. Bravant sa déchéance, il revint le lendemain. Il prononça alors sa fameuse phrase :

« M. le Président, j'ai annoncé hier que je ne céderais qu'à la violence, aujourd'hui je viens tenir ma parole. »

Il fallut faire appel à la gendarmerie pour l'expulser de force, et Manuel fut ovationné par la foule en sortant de l'Assemblée. Cet incident de la chambre des députés fut relaté par Victor Hugo dans Les Châtiments : 
"Vicomte de Foucault, lorsque vous empoignâtes

L'éloquent Manuel de vos mains auvergnates,

Comme l’océan bout quand tressaille l’Etna,

Le peuple tout entier s’émut et frissonna…
Il ne fut plus réélu député aux élections suivantes et mourut à Maisons-Laffitte, le 20 août 1827.
Son cortège funèbre fut accompagné par plusieurs dizaines de milliers de personnes. Son collègue député, Auguste de Schonen, lut un discours dont la publication valut des poursuites à l'éditeur et à l'imprimeur.
Franc-maçon, il fut initié dans la loge Saint-Jean d'Écosse de Marseille. 
Il est enterré au cimetière du Père-Lachaise avec son ami Béranger (28e division).

## Iconographie
- Une médaille à l'effigie de Manuel et de ses collègues Esgonnière et Perreau, députés de Vendée, leur fut offerte par leurs électeurs en 1820. Elle est l'œuvre du graveur Jacques-Édouard Gatteaux. Un exemplaire en est conservé au musée Carnavalet (ND 356) et dans le Staatliche Münzsammlung à Munich.
- Ambroise Tardieu a dessiné et gravé un portrait de Jacques-Antoine Manuel.